# О методе
О методе (арм. Մեթոդի վրա) — главное произведение армянского общественного деятеля, просветителя, философа и натуралиста Галуста Костандяна (1848—1898), опубликованное им в 1879 году.

## История
Выступавший в начале своей деятельности как спиритуалист (1860—1870-е годы), Костандян в дальнейшем испытывает в дальнейшем воздействие западноевропейского материализма, а также современных ему естественнонаучных идей и совершает эволюцию в сторону атеизма. Он положительно относился к материалистическим и антирелигиозным мыслителям конца XVIII века, в частности, к Дюпюи, Вольнею, распространяя их антирелигиозные идеи.
Для подготовки к написанию своего основного труда Костандян привлекает обширный литературный материал, делая ссылки на труды Э. Геккеля («Антропология, или история развития человека»), Чарльза Дарвина («Происхождение человека и половой отбор»), египтолога Г. Масперо («Древняя история народов Востока»), Д.Штрауса («Жизнь Иисуса», обращается к тезиса А. Гумбольдта, И. Канта, Спинозы, Бэкона, Маркса). По замечаниям современников, выход в свет книги Костандяна в 1879 году произвёл впечатление «неожиданно взорвавшейся бомбы».

## Содержание
С первых же страниц книга Костандяна обнаруживает материалистическую и атеистическую непримиримость к религии, заявляет о необходимости избавления человека от религиозного суеверия, о важности познания законов природы. Адепты церкви в своё время видели в опубликовании данной книги стремление подорвать авторитет церкви в Армении. Газета «Аршалуйс Араратян», например, после выходы книги в свет советовала константинопольскому патриарху обратиться к османским властям с требованием наказать Костандяна. С целью дискредитировать Костандяна адепты церкви стали распространять слухи о том, будто автор изменил своим убеждениям, выраженным в книге, и возвратился к религиозности. Так, например, после смерти Костандяна в печати даже появилось сообщение о том, что перед смертью он раскаялся, «сам своей же рукой сжёг свои рукописи, чтобы избавить других от этой скверны». Однако многие современники Костандяна увидели в его книге то, что соответствовало воззрениям автора. Так, Маттеос Мамурян, не без основания считал, что «цель книги «О методе» заключалась прежде всего в том, чтобы безжалостно преследовать древние и современные религии».
Материалистические представления о природе, высказанные Костандяном, также расходились с теологическими взглядами на природу. Во времена Костандяна в Западной Армении бытовало мнение, будто если бог пожелает, то может сотворить всё и сокрушить, положить начало законам природы и по своему желанию изменить или отменить их. По Костандяну же, в реальной природе, развивающейся по своим, внутренне присущим ей законам, и где господствует причинная обусловленность, нет места для каких-либо сверхъестественных сил. Костандян считал даже, что история человечества приобрела характер закономерного развития благодаря исследованиям социологов.